# Gibson Les Paul Studio
A Gibson Les Paul Studio (mais conhecida como Gibson Studio) é uma guitarra elétrica de corpo sólido fabricada pela Gibson Guitar Corporation, desde 1983;

## Características e especificações
A Les Paul Studio foi projetada como modelo de entrada, e para o músico de estúdio. Isso significa que essa guitarra é alvo de guitarristas mais concentrados no som e tocabilidade do que na estética, dessa forma foram eliminados gastos desnecessários que são destinados aos modelos de guitarra voltada para performances. Por essa razão, elementos da Gibson Les Paul que contribuem na qualidade sonora e melhor tocabilidade (como o topo de maple esculpido e os componentes eletrônicos e mecânicos padrões) foram mantidos, enquanto elementos que não influenciam nesse quesito (como o binding ao redor do corpo e braço mais ornamentado) não.
Os primeiros modelos dos anos 1983-1985 tinham o corpo em alder, e apresentavam marcação de bolinha no braço de ébano ou rosewood. O binding em volta do braço e corpo eram oferecidos nos modelos Standard e Custom. Em 1986 as Studio's passaram a serem construidas em mogno.
Em meados dos anos 80 as marcações de bolinhas foram substituídas pelas tradicionais marcações em trapézio. No começo dos anos 90 a opção de uma escala de ébano foi descontinuada, mas elas estão agora disponíveis  nos acabamentos Classic, Silverburst e Alpine White. O topo de maple das séries Studio são 1/8 mais finos do que os de outros modelos Les Paul que apresentam topo de maple. A Studio foi feita para atingir uma faixa de preço abaixo da Standard Les Paul, permitindo guitarristas iniciantes a apreciar da qualidade, forma e imagem de uma Les Paul a um preço bem reduzido. A despeito disso, muitos guitarristas profissionais (veja acima) usam a Studio como sua  guitarra de palco por opção, sempre citando o seu peso reduzido.

### Componentes Eletrônicos
A Les Paul Studio apresenta os mesmos componentes eletrônicos de uma Gibson Les Paul Custom. O que inclui dois captadores (um na posição da ponte e o outro no braço), uma unidade de controle de volume para cada captador, e um seletor de três posições.Uma entrada de 1/4 de polegada para o cabo localizado na parte inferior do instrumento.
Os captadores atualmente instalado nesses modelos são os Gibson 490R imã de Alnico humbucker na posição do braço e um Gibson 498T imã de Alnico humbucker na posição da ponte. A versão Studio Lite é equipada com captadores de imã cerâmico (496R/500T).
Assim no final de 2008, o modelo "faded" (que possui um acabamento ligeiramente desbotado, em oposição aos de acabamento em nitrocelulose) e equipados com captadores BurstBucker Pro, tambem passaram a ser da linha Studio, assim como as Tribute.

## Modelos e variações

### Modelos de 1983 a 1985
Todos os modelos fabricados de 1983 até 1985, com exceção dos modelos Studio Custom e Studio Standard apresentavam corpo com topo de alder esculpido e braços colados de maple.

### Faded

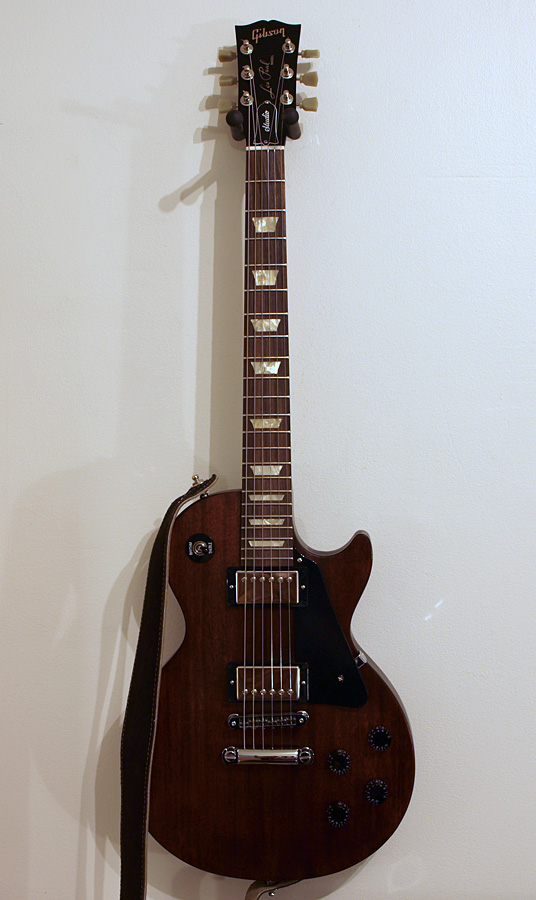
2008 Gibson Les Paul Studio Faded, Acabamento em Worn Brown

O modelo Faded tem um corpo esculpido em mogno, topo e braço, escala em rosewood e captadores Alnico V BurstBucker Pro Humbucker, os mesmos captadores usados nos modelos Les Paul Standard. Em 2013 a linha Faded mudou o nome para Gibson LPJ.

### Gothic
Entre 2000 e 2002, a Gibson lançou uma série de seis guitarras apelidadas de modelo "Gothic". Outras guitarras foram lançadas nessa série além da Les Paul Studio, foram elas a Gibson SG, Flying V, X-plorer e o baixo Nikki Sixx Blackbird.

### Voodoo
A série "Voodoo" também incluía a Gibson SG assim como as Les Paul Studio. Essa série foi descontinuada em 2005.

### Smartwood Studio
A Gibson Les Paul Smartwood Studio foi uma variação do modelo Studio. Era feita com certificado de madiera da Rainforest Alliance. Enquanto as costas e o braço eram feitos de mogno, o top esculpido de cada um dos seis modelos da linha SmartWood apresentavam topo feito de uma diferente mas igualmente boa madeira: Curupay tem uma riqueza e profundidade de noz de chocolate,Peroba remete ao tom alaranjado do velho pinho;Banara tem um dourado como brilho de banana,Ambay Guasu possui o mesmo brilho encontrado no maple;Taperyva Guasu tem a reminiscência de um rosewoold num amarelo esbranquiçado, e Chancharana é profundamente quente como um marrom avermelhado. As escalas são todas feitas de "Curupay" colhida a partir de florestas certificadas de acordo com as regras da Floresta Stewardship Council. O mogno usado na construção desse modelo vem de um certificado semelhante de florestas.

### Swamp Ash Studio

#### Parte posterior
A Gibson Les Paul Swamp Ash Studio foi apresentada em 2003 ao mesmo tempo que a Gibson Les Paul Voodo. Esses dois instrumentos são essencialmente idênticos, com exceção doa acabamento escuro, e pela estética "Goth" e diferentes captadores. 

#### Construção
Todas as Gibson Les Paul Swamp Ash Studio foram construídas em Nashville, Tennessee, nos Estados Unidos.
O corpo dela consiste de um esculpido ash no topo e  múltiplas peças de swamp ash na parte posterior do instrumento. O braço é feito a partir de mogno e seu braço é colado ao corpo, e tem uma construção de braço padrão que é a mesma para todos os modelos de guitarra Les Paul. A escala pode ser também de ébano ou rosewood, dependendo do ano de produção.

#### Variações
Os primeiros modelos da Swamp Ash Studio (que datam aproximadamente dos anos de 2003 e 2004) foram produzidas com escala em ébano. Esses modelos são significantes a medida que não tem quaisquer marcadores na escala.
Os modelos atuais apresentam escala em rosewood com marcação de bolinha.

#### Certificado
Todo o ash utilizado na Les Paul Swamp Ash Studio tem um certificado ambiental "responsabilizado" pela Rainforest Alliance através do seu programa 'SmartWood'. A Rainforest Allience é creditada pela Forest Stewardship Council (FSC). Gibson passa por auditorias independes da Rainforest Alliance anualmente para assegurar que apenas o swamp com certificado FSC é usado na construção da Swamp Ash Studio e na linha Gibson Smartwood de instrumentos musicais.

#### Números de Produção
Assim como em 2006, Gibson uma vez lançou um número de produção para sua edição limitada com a equipe de produção na época do anúncio. De acordo com a Gibson Guitar Corporation a Les Paul Swamp Ash Studio é uma edição limitada. A despeito disso o número exato de peças disponíveis atualmente está indisponível. 
A produção total das Gibson Swamp Ash vão depender da disponibilidade avaliada no certificado de madeira ambiental.

### Gem Series

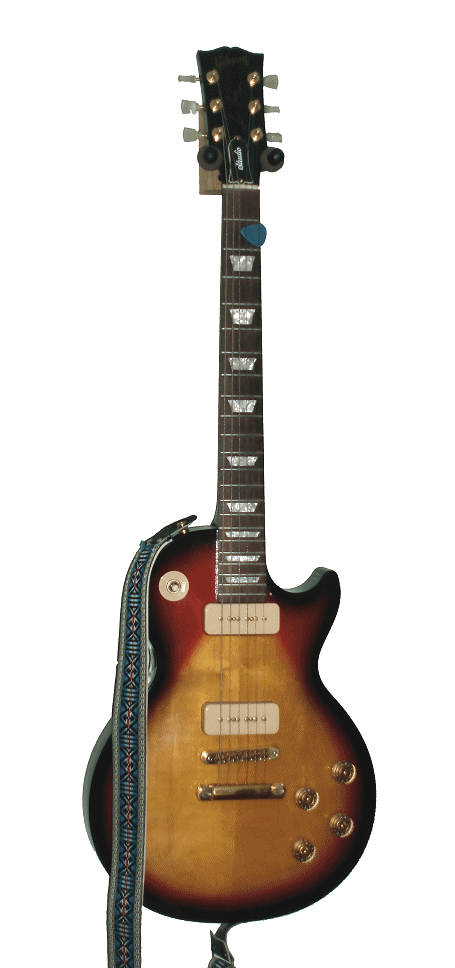
1996 Gibson Les Paul Studio Limited Edition Gem Series Topaz

A Série Gem de 1996 tem captadores P-90 e acabamentos especiais como as cores "gema": Ametista, Safira, Topázio, Esmeralda e Rubi. A série foi descontinuada em 1998.
Gibson produziu um pequeno número de Les Paul Studios usando a tinta restante da série Gem. Entretanto essas não são consideradas Gems originais, assim não foram incluídas nela os captadores P-90 especiais.

### Studio Custom
A Studio Custom foi produzida entre 1984 e 1985. Ela foi apresentada antes do design da Studio ser finalizado, e tinha mais características de uma Standard com uma grande variedade de características misturadas de outros modelos. Ela tinha braço de mogno e corpo de mogno com topo de maple, binding em volta do braço e três bindings em volta do corpo, hardware dourado com captadores pretos e escudo. Em 1984 os modelos tinham 2 peças no topo, enquanto os modelos de 85 tinham três peças. A escala era feita de rosewood em alguns modelos, ébano em outras e marcação em madrepérola (em bolinha), ao invés dos tradicionais trapézios. O perfil do braço era mais fino, assim como nas Standards e os trastes eram baixos como na "Maravilha Fretless" Custom. De acordo com a informação limitada de fóruns de guitarra, algumas dessas tinham os procurados captadores 'Tim Shaw'.

### Studio Standard
A Studio Standard foi produzida entre 1984 e 1986 e era bastante semelhante à Studio Custom, incluindo as marcações em bolinha, mas tinham binding simples em volta do corpo, hardware cromado, e anéis brancos nos captadores e escudo. Ela era também disponibilizada em diferentes cores como Cherry Sunburst e Ferrari Red.

### Studio Lite
Em meados dos anos 90 a Gibson produziu a Studio Lite e a Studio Lite M-III. As guitarras foram produzidas em mogno com madeira de balsa (que era referida como "chromyte" nos anúncios) internamente nos buracos de alívio para reduzir seu peso, atendendo a alguns guitarristas que reclamavam que ela era muito pesada para uma Les Paul Standard, ainda mais depois de muitas horas tocando. A Studio Lite M-III foi produzida com novas configurações nos captadores, 2 humbuckers com um single coil no meio. O seletor de captadores tinha cinco opções de single coils na posição "pra cima", e quatro combinações humbuckers na posição "de baixo", e mais uma posição adicional, "desligada". O nome M-III refere-se ao modelo da Gibson M-III que era uma guitarra modelo Superstrat, que tinha captadores eletrônicos originalmente desenvolvidos.[carece de fontes?]

### Tribute
Em 2010 a Gibson lancou a linha "Tribute", um modelo de entrada da Studio. Ela parece visualmente de longe com uma guitarra Standard ou Gold Top, porem tem cores "foscas" pintadas em nitro, sem verniz, e com acabamento bem rústico (fazendo com que sua pintura desgaste rapidamente). Ela também nao possui binding no corpo e no braço. O logo da Gibson é feito em silkscreen ao invés de marcado em madre perola e os marcadores dos trastes são feitos de acrílico (Gibson trocou os marcadores de acrílico recentemente da maioria de seus modelos Les Paul).